# Nachal Chelec
Nachal Chelec (hebrejsky נחל חלץ, arabsky: וואדי אל-קאעה, Vádí al-Ka'a) je vádí na pomezí regionu Šefela a severního okraje Negevské pouště, v jižním Izraeli.
Začíná v nadmořské výšce okolo 100 metrů jihovýchodně od vesnice Kochav Micha'el. Směřuje pak k jihozápadu mírně zvlněnou zemědělsky využívanou krajinou. Západně od vesnice Zohar podchází železniční trať Kirjat Gat-Aškelon. Ze západu potom míjí obec Chelec. Severně od obce Bror Chajil ústí zprava do toku Nachal Bror.